# Конюков, Ринат Менефович
Ринат Менефович Конюков (род. 16 ноября 1967) — советский и российский футболист, защитник, тренер.
Воспитанник СК «Молния» (Омск). В первенствах СССР и России играл за команды второй лиги/дивизиона (1989, 1996—2001), второй низшей (1990—1991) и первой (1992—1995) лиг за команды «Авангард» / «Металлист» Петропавловск (1989—1990), «Иртыш» Омск (1991—1995), «Динамо» Омск (1996—2001).
Универсальный защитник, хорошо разбирался в игровых ситуациях, владел сильным ударом. Выделялся высокой самоотверженностью, отличным тактическим пониманием игры. В последние годы карьеры — капитан «Динамо». Мастер стандартных положений.
Окончил СибГУФК.
Тренер-преподаватель в СДЮСШОР «Иртыш».